# Mussau
Mussau  è un'isola d'origine vulcanica di Papua Nuova Guinea.

## Geografia
L'isola di Mussau è un'isola d'origine vulcanica appartenente al gruppo di isole omonimo, posizionata nella parte orientale del Mare di Bismarck, a circa 150 km a nord-ovest dall'isola di Nuova Hannover, Arcipelago delle Bismarck, Papua Nuova Guinea.
La popolazione, che vive di agricoltura di sussistenza, è di poco inferiore alle 2.000 unità, il centro principale è Palakau. Il clima è tropicale umido ed è interamente ricoperta da foreste pluviali.